# Hafiq Azmi
Hafiq Azmi (ur. 8 grudnia 1996 w Kuala Lumpur) – malezyjski motocyklista.

## Kariera
Hafiq Azmi, obok Zulfahmiego Khairuddina, Hafizha Syahrina i Azlana Shaha jest kolejnym malezyjskim zawodnikiem biorącym udział w MMŚ, kontrakt na starty podpisał w 2014 roku, wcześniej miał okazję brać udział w poszczególnych wyścigach (4 eliminacje: Malezja, Australia, Japonia oraz Walencja), z "dziką kartą".

### Statystyki
| Sezon | Klasa | Motocykl | 1       | 2      | 3      | 4      | 5      | 6       | 7       | 8      | 9      | 10     | 11     | 12     | 13     | 14     | 15     | 16     | 17     | 18     | Poz | Pkt |
| ----- | ----- | -------- | ------- | ------ | ------ | ------ | ------ | ------- | ------- | ------ | ------ | ------ | ------ | ------ | ------ | ------ | ------ | ------ | ------ | ------ | --- | --- |
| 2014  | Moto3 | KTM      | QAT Ret | AME 24 | ARG 16 | SPA 24 | FRA 16 | ITA Ret | CAT Ret | NED 29 | GER 18 | IND 24 | CZE 28 | GBR 20 | RSM 23 | ARA 19 | JPN 18 | AUS 18 | MAL 13 | VAL 23 | 28  | 3   |